# マウロ・ジャケソン・ジュニオール・フェレイラ・ドス・サントス
マウロ・ジュニオール（Mauro Júnior）ことマウロ・ジャケソン・ジュニオール・フェレイラ・ドス・サントス（ポルトガル語: Mauro Jaqueson Júnior Ferreira dos Santos、1999年5月6日 - ）は、ブラジル・サンパウロ州パルミタウ出身のサッカー選手。PSVアイントホーフェン所属。ポジションはディフェンダー、ミッドフィールダー。

## クラブ経歴
2017年6月23日に5年契約でエールディヴィジのPSVアイントホーフェンに加入。
2019年7月7日、ヘラクレス・アルメロにレンタル移籍した。ヘラクレスではトップ下のポジションでレギュラーを獲得し、リーグ戦26試合で6得点6アシストを記録した。

## 代表経歴
U-17代表として2015 南米U-17選手権に出場した。決勝のコロンビアU-17代表戦ではマルコ・トゥーリオと交代でピッチに入った。

## タイトル
PSV
- KNVBカップ 2021-22
- ヨハン・クライフ・スハール 2021